# Треццо-сулл-Адда

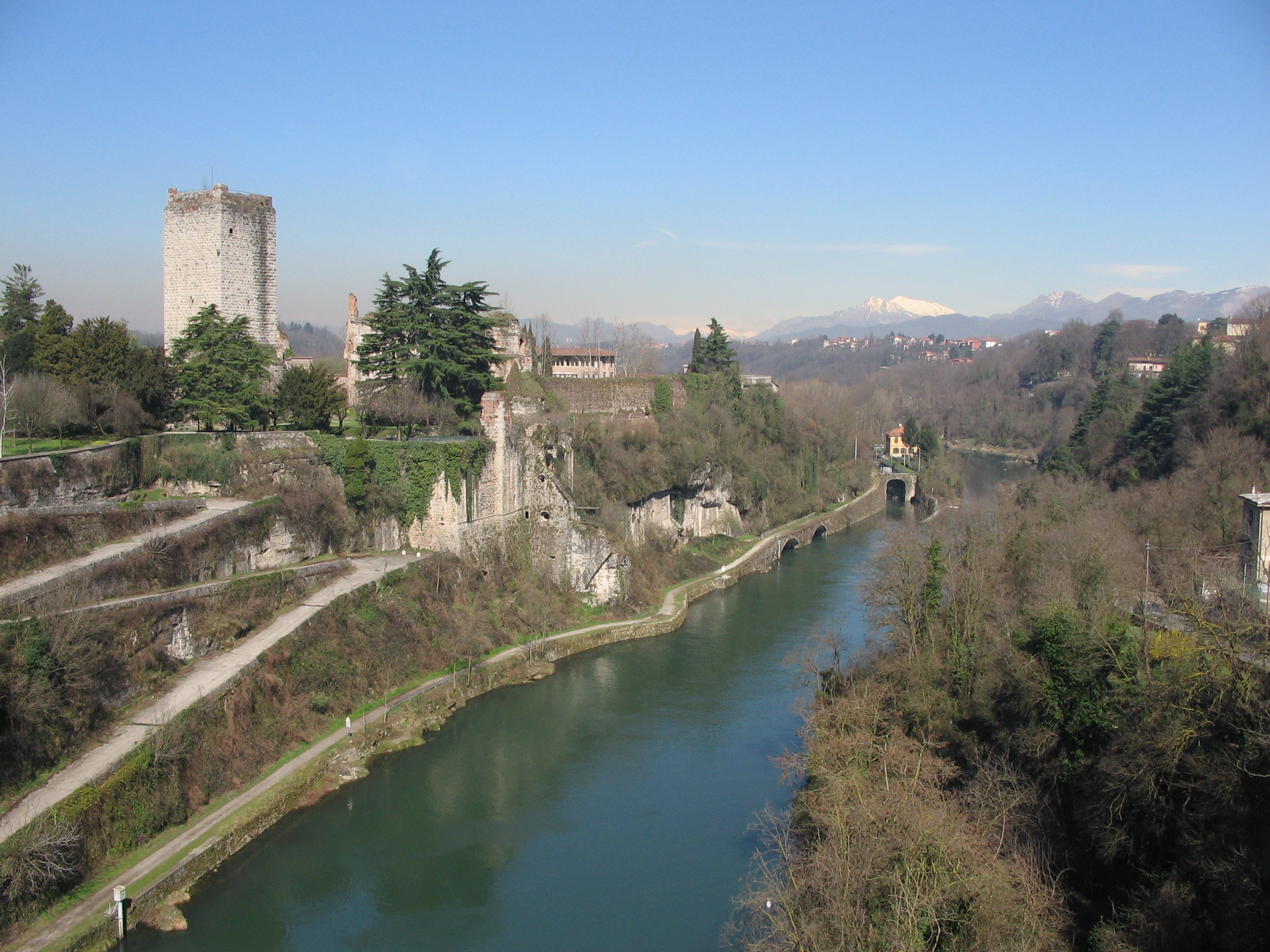

Треццо-сулл-Адда (італ. Trezzo sull'Adda) — муніципалітет в Італії, у регіоні Ломбардія, метрополійне місто Мілан.
Треццо-сулл-Адда розташоване на відстані близько 480 км на північний захід від Рима, 30 км на північний схід від Мілана.
Населення — 12 157 осіб (2014).
Покровитель — San Gaetano.

## Демографія
Населення за роками:

Станом на 1 січня 2023 року в муніципалітеті офіційно проживали 1654 іноземці з 73 країн, серед них 613 громадян країн Євросоюзу та 111 громадян України.

## Уродженці
- Ренато Ольмі (1914 — 1985) — відомий у минулому італійський футболіст

## Сусідні муніципалітети
- Бузнаго
- Капріате-Сан-Джервазіо
- Корнате-д'Адда
- Греццаго
- Рончелло
- Вапріо-д'Адда